# Albatros
Albatrosul (Diomedeidae) este o familie de păsări marine mari din ordinul Procellariiformes. Albatroșii sunt printre cele mai mari păsări capabile să zboare; anvergura aripilor celor mai mari indivizi din familia Diomedeidae ajunge la peste 3,5 metri. Familia albatroșilor este împărțită în patru genuri, și anume Diomedea, Thalassarche, Phoebetria și Phoebastria. Dintre cele 22 de specii de albatroși recunoscute de IUCN, două specii sunt în pericol critic, șapte specii sunt în pericol, șase specii sunt vulnerabile și șase specii sunt aproape amenințate. Numărul albatroșilor a scăzut în trecut din cauza colectării penelor. Albatroșii sunt amenințați de specii introduse, cum ar fi șobolanii și pisicile sălbatice, care atacă ouăle, puii și adulții care cuibăresc, de poluare, de o scădere gravă a stocurilor de pește în multe regiuni, în mare parte din cauza pescuitului excesiv și a pescuitului cu paragate. Pescuitul cu paragate reprezintă cea mai mare amenințare, deoarece păsările care se hrănesc sunt atrase de momeală, se agață de undițe și se îneacă. Părțile interesate identificate, cum ar fi guvernele, organizațiile de conservare și persoanele din industria pescuitului, lucrează toate pentru reducerea acestui fenomen.

## Etimologie
În limba română „albatros” provine din francezul albatros care provine din englezescul albatross. La rândul său, albatross provine din arabul al-qādūs sau al-ḡaṭṭās (pelican; literal, „scufundător”), care a ajuns în engleză prin forma portugheză alcatraz care este și originea numelui fostei închisori Alcatraz. Oxford English Dictionary notează că cuvântul alcatraz a fost aplicat inițial păsărilor fregate; modificarea în albatross a fost probabil influențată de latinescul albus, care înseamnă „alb”, în contrast cu păsările fregate, care sunt negre.
Numele genului Diomedea, atribuit albatroșilor de către Linnaeus, face trimitere la metamorfoza n păsări a însoțitorilor războinicului grec Diomede. Numele ordinului, Procellariiformes, provine din cuvântul latin procella care înseamnă „vânt violent” sau „furtună”.

## Taxonomie
Taxonomia grupului de albatroși a fost o sursă de multe dezbateri. Taxonomia Sibley-Ahlquist plasează păsările de mare, păsările de pradă și multe altele într-un ordin mult mai extins, Ciconiiformes, în timp ce organizațiile ornitologice din America de Nord, Europa, Africa de Sud, Australia și Noua Zeelandă păstrează ordinul mai tradițional Procellariiformes. Albatroșii pot fi separați de ceilalți Procellariiformes atât genetic, cât și prin caracteristici morfologice, dimensiune, picioare și dispunerea tuburilor nazale. În cadrul acestei familii, atribuirea genurilor a fost dezbătută timp de peste 100 de ani. Amplasate inițial într-un singur gen, Diomedea, acestea au fost rearanjate de Reichenbach în patru genuri diferite în 1852, apoi reunite și divizate din nou de mai multe ori, dobândind până în 1965 12 nume de gen diferite în total, deși niciodată mai mult de opt la un moment dat,(Diomedea, Phoebastria, Thalassarche, Phoebetria, Thalassageron, Diomedella, Nealbatrus, Rhothonia, Julietata, Galapagornis, Laysanornis și Penthirenia).

Ilustrație albatrosul brun (1827–1838, John James Audubon)

De-a lungul timpului au fost descriși cel puțin 82 de taxoni, dintre care majoritatea au fost fie declarați subspecii ale unei specii existente, fie identici cu o specie deja descrisă. În trecut, era o practică obișnuită să se descrie "specii noi" de animale pe baza specimenelor de muzeu. În cazul albatroșilor, acestea erau indivizi capturați pe mare, dar, din cauza razei uriașe de acțiune a albatroșilor (albatroșii călătoresc în mod normal sute de kilometri pe zi în căutarea hranei, chiar și în timpul sezonului de reproducere), personalul muzeului nu putea determina din ce colonie făcea parte individul capturat. Și așa s-a întâmplat de multe ori ca taxonomiștii să fie păcăliți de penajul și mărimea unor pui ai unor specii deja descrise, pe care le-au descris ca fiind o specie nouă. În 1965, într-o încercare de a reintroduce puțină ordine în clasificarea albatroșilor, aceștia au fost grupați în două genuri, Phoebetria și Diomedea. Deși s-a pledat pentru simplificarea familiei (în special a nomenclaturii), clasificarea s-a bazat pe analiza morfologică realizată de Elliott Coues în 1866 și a acordat puțină atenție studiilor mai recente și chiar a ignorat unele dintre sugestiile lui Coues. Dezbaterea științifică a fost stârnită de cercetările lui Gary Nunn de la Muzeul American de Istorie Naturală, care a examinat ADN-ul tuturor celor 14 specii recunoscute atunci. Nunn a publicat rezultatele muncii sale în 1996; principala concluzie a fost că nu există două, ci patru genuri clare în cadrul albatroșilor, și anume Diomedea, Thalassarche, Phoebetria și Phoebastria. Aceste genuri au fost acceptate pe scară largă și sunt utilizate în mod curent.
Nunn și C. J. R. Robertson au continuat apoi cu un alt studiu, care a luat în considerare cercetările privind morfologia albatroșilor, iar în 1998 au propus extinderea numărului de specii recunoscute de la 14 la 24. Deși această nouă diviziune a fost criticată pentru slaba susținere în studiile științifice, propunerea pentru o nouă diviziune taxonomică a fost în mare parte creditată. În anii următori, a avut loc o revizuire taxonomică a albatroșilor, discutată pe larg. Pe baza studiului aprofundat al ADN-ului tuturor celor 24 de taxoni propuși, s-a recomandat ca numărul acestora să fie redus la 22, invocându-se date insuficiente pentru a separa albatrosul lui Buller și albatrosul sudic în specii separate.

### Lista speciilor
BirdLife International și Acordul privind conservarea albatroșilor și a petreliilor recunosc următoarele 22 de specii de albatroși:
- Genul Diomedea Linnaeus, 1758
  - Diomedea amsterdamensis Roux, et al., 1983
  - Diomedea antipodensis Robertson et Warham, 1992
  - Diomedea dabbenena Mathews, 1929
  - Diomedea epomophora Lesson, 1825
  - Diomedea exulans Linnaeus, 1758
  - Diomedea sanfordi Murphy, 1917
- Genul Phoebastria Reichenbach, 1853
  - Phoebastria albatrus Pallas, 1769)
  - Phoebastria immutabilis Rothschild, 1893)
  - Phoebastria irrorata Salvin, 1883
  - Phoebastria nigripes Audubon, 1839)
- Genul Phoebetria Reichenbach, 1853
  - Phoebetria fusca Hilsenberg, 1822)
  - Phoebetria palpebrata Forster, 1785)
- Genul Thalassarche Reichenbach, 1853
  - Thalassarche bulleri Rothschild, 1893)
  - Thalassarche carteri Rothschild, 1903)
  - Thalassarche cauta Gould, 1841)
  - Thalassarche chlororhynchos J. F. Gmelin, 1789)
  - Thalassarche chrysostoma Forster, 1785)
  - Thalassarche eremita Murphy, 1930)
  - Thalassarche impavida Mathews, 1912)
  - Thalassarche melanophris Temminck, 1828)
  - Thalassarche salvini (Rothschild, 1893)
  - Thalassarche steadi Falla, 1933

## Caracteristici
Albatroșii sunt un grup de păsări mari până la foarte mari; sunt cele mai mari dintre Procellariiformes. Ciocul este mare, puternic și ascuțit, cu mandibula superioară terminată într-un cârlig mare. Acest cioc este compus din mai multe plăci cornoase, iar de-a lungul laturilor se află cele două "tuburi", nări lungi care au dat ordinului numele său anterior (Tubinares). Tuburile tuturor albatroșilor se află de-a lungul laturilor ciocului, spre deosebire de restul Procellariiformes, unde tuburile se întind de-a lungul părții superioare a ciocului. Aceste tuburi permit albatrosului să măsoare viteza exactă a aerului în zbor. Albatrosul are nevoie de măsurarea exactă a vitezei aerului pentru a efectua zboruri dinamice. Ca și alte Procellariiformes, își folosesc simțul olfactiv dezvoltat în mod unic pentru a localiza potențialele surse de hrană, în timp ce majoritatea păsărilor depind de vedere. Picioarele nu au deget posterior, iar cele trei degete anterioare sunt complet palmate. Picioarele sunt puternice pentru Procellariiformes, ceea ce face ca acestea și petrelii uriași să fie singurii membri ai acestui ordin care pot merge bine pe uscat.
Albatrosii, împreună cu toate Procellariiformele, trebuie să elimine sărurile pe care le ingeră când beau apă de mare și mănâncă nevertebrate marine. Toate păsările au o glandă nazală mărită la baza ciocului, deasupra ochilor. Această glandă este inactivă la speciile care nu au nevoie de ea, dar la Procellariiformes, acționează ca o glandă salină. Oamenii de știință nu sunt siguri cu privire la procesele sale exacte, dar știu în termeni generali că elimină sarea prin secreția unei soluții saline de 5% care se scurge pe nas sau este ejectată cu forța.